# Agapetus nimbulus
Agapetus nimbulus là một loài Trichoptera trong họ Glossosomatidae. Chúng phân bố ở miền Cổ bắc.